# Konrad Hornung
Konrad Hornung (* 16. November 1877 in Eggenburg; † 3. Juni 1964 in Wien) war ein österreichischer Offizier, zuletzt im Rang eines Generalmajors und SS-Brigadeführers.

## Leben
Hornung, Sohn eines Bäckermeisters, schlug nach dem Besuch der Volksschule in Retz und der Unterrealschule in Znaim die Laufbahn eines Berufssoldaten bei der Gemeinsamen Armee ein. Er absolvierte bis August 1898 die Kadettenartillerieschule in Wien und diente danach bei dem Divisionsartillerieregiment 42. Er erreichte 1904 den Rang eines Oberleutnants.
Als Artillerieoffizier im Rang eines Hauptmanns der k.u.k. Armee nahm er ab 1914 am Ersten Weltkrieg teil. Von September 1915 bis Januar 1917 gehörte er dem Armeeoberkommando an und war danach unter dem Feldmarschall Svetozar Boroević von Bojna Leiter der Artilleriegruppe. Anfang Mai 1918 wurde er zum Oberstleutnant. Nach Kriegsende wurde Hornung in das österreichische Bundesheer übernommen. Ab 1920 war er Gruppenleiter Bundesministerium für Heereswesen und wurde im Juni 1923 zum Oberst befördert. Anfang Mai 1926 war er bei der Prüfungskommission für den höheren militärischen Fachdienst und wurde November 1926 zum Generalmajor befördert. Ende Januar 1929 wurde er in den Ruhestand verabschiedet.
Hornung war von 1931 bis zum Verbot der NSDAP in Österreich 1933 Mitglied dieser Partei, beantragte nach dem Anschluss Österreichs am 22. Mai 1938 die Aufnahme in die Partei und wurde rückwirkend zum 1. Mai aufgenommen (Mitgliedsnummer 6.150.270). Im Zuge der Umstrukturierung des NS-Reichskriegerbundes übernahm er zunächst die Funktion des Gebietskriegerführers in Wien und ab 1939 die des Gaukriegerführers Alpenland in Salzburg. Am 30. März 1939 wurde er zum Generalmajor z. V. des Heeres der Wehrmacht ernannt. Im Rang eines Standartenführers wurde Hornung am 20. April 1939 in die SS (SS-Nummer 323.044) übernommen und mit Wirkung vom 10. September 1939 zum Oberführer befördert. Am 20. April 1943 wurde ihm der Rang eines SS-Brigadeführers und Generalmajors der SS zuerkannt. Ab Anfang April 1944 war er berechtigt, die feldgraue Uniform eines Generalmajors der Waffen-SS zu tragen. Er war Stabsführer im SS-Oberabschnitt Alpenland.
Nach dem Ende des Zweiten Weltkrieges war er vor einem Volksgericht wegen Denunziation angeklagt, jedoch freigesprochen.